# قائمة متاحف مصر

## القاهرة
- المتحف المصري
- المتحف القومي للحضارة المصرية
- قصر عابدين
- متحف مركب الجيزة الشمسي (متحف مركب خوفو)
- المتحف الجيولوجي المصري
- المتحف الحربي المصري
- متحف الركايب الملكية
- المتحف القبطي
- متحف الطفل بالقاهرة
- متحف الزراعة المصرية القديمة
- متحف الفن الإسلامي بالقاهرة
- متحف الفن المصري الحديث
- متحف العلوم بالقاهرة
- متحف الجمعية المصرية الجغرافية
- متحف مجلس الشعب
- متحف الشمع
- متحف كلية طب قصر العيني
- متحف سعد زغلول (بيت الأمة)
- متحف الخزف الإسلامي
- متحف بيت السحيمي
- متحف سكك حديد مصر
- متحف البريد
- متحف محمود مختار
- متحف الجزيرة للفن الحديث
- متحف ركن حلوان
- متحف الشرطة القومي نسخة محفوظة 20 يونيو 2009 على موقع واي باك مشين.
- متحف السجن نسخة محفوظة 16 يونيو 2009 على موقع واي باك مشين.
- متحف المركبات الملكية ببولاق أبو العلا
- متحف المركبات الملكية بالقلعة
- قصر الجوهرة[وصلة مكسورة] قصر الجوهرة
- متحف جايير أندرسون (بيت الكريتلية)
- متحف قصر الأمير محمد علي بالمنيل
- متحف المطار
- متحف هدايا الرئيس مبارك
- متحف مصطفى كامل
- متحف الأوسمة والنياشين
- متحف مركز قيادة الثورة
- متحف المضبوطات الأثرية نسخة محفوظة 23 يوليو 2009 على موقع واي باك مشين.
- متحف الفضيات
- متحف الأسلحة
- متحف قصر النيل
- متحف الصيد
- متحف حديقة قلعة صلاح الدين نسخة محفوظة 16 يونيو 2009 على موقع واي باك مشين.

## الجيزة
- المتحف المصري الكبير
- متحف أحمد شوقي
- متحف محمد محمود خليل وحرمه
- المتحف الزراعي المصري
- المتحف المفتوح (ميت رهينة)
- المتحف الحيواني

## القليوبية
- متحف قصر محمد علي بشبرا بشبرا الخيمة
- متحف الثورة(الري) بالقناطر الخيرية
- متحف علوم المياة التفاعلي بالقناطر الخيرية

## الإسكندرية

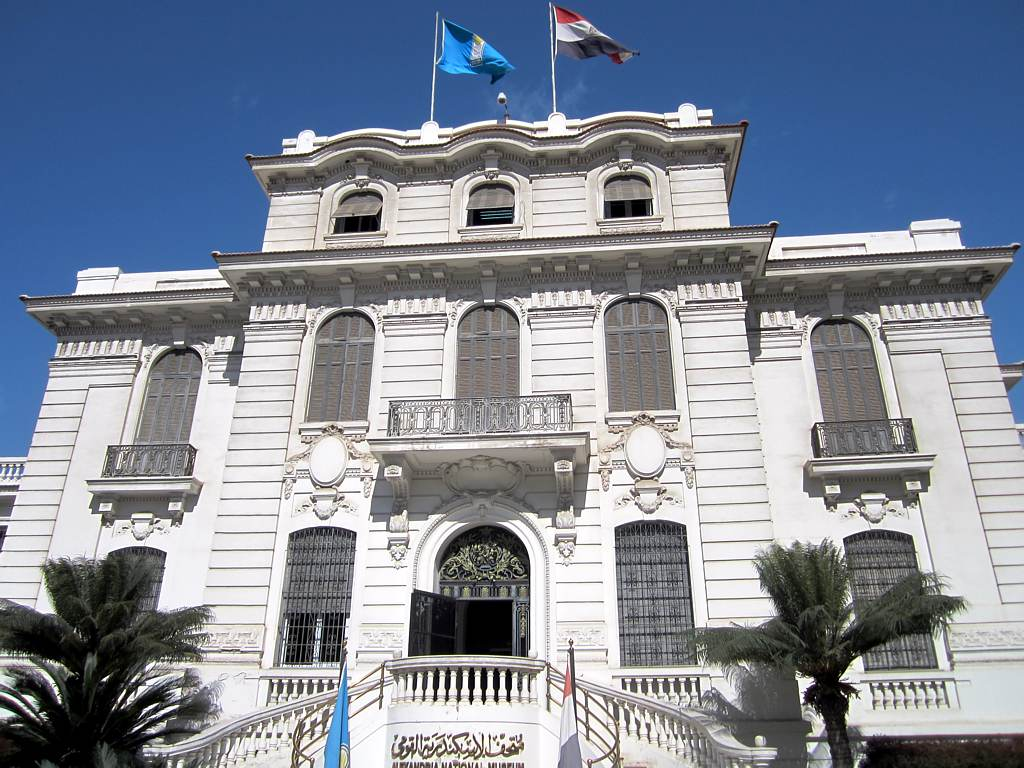

- المتحف الغارق
- المتحف اليوناني الروماني
- قصر المنتزه
- متحف الأحياء المائية
- متحف الإسكندرية القومي
- متحف المجوهرات الملكية
- مجمع متاحف محمود سعيد
- متاحف مكتبة الإسكندرية الجديدة
- متحف كفافيس

## الأقصر
- متحف الأقصر
- متحف التحنيط بالاقصر
- المتحف المفتوح بالكرنك

## أسوان
- متحف أسوان
- متحف النوبة
- متحف التمساح
- متحف النيل

## طنطا
- متحف طنطا

## أسيوط
- متحف أسيوط
- متحف قصر الكسان باشا

## قنا
- متحف السيرة الهلالية

## سوهاج
- متحف سوهاج القومي

## الغردقة
- متحف الغردقة

## بورسعيد
- متحف النصر للفن الحديث
- متحف بورسعيد الحربي
- متحف بورسعيد القومي
- متحف هيئة قناة السويس

## الإسماعيلية
- متحف آثار الإسماعيلية
- متحف ديليسبيس

## السويس
- متحف السويس القومي

## مطروح
- متحف العلمين العسكري

## الوادي الجديد
- متحف الخارجة
- متحف الوادي الجديد

## بني سويف
- متحف بني سويف

## المنيا
- متحف المنيا
- متحف ملوي
- متحف إخناتون بالمنيا

## دمياط
- متحف دمياط

## المنصورة
- متحف دار ابن لقمان
- متحف المنصورة

## العريش
- المتحف العسكري - شمال سيناء

## طابا
- متحف طابا جنوب سيناء

## كفر الشيخ
- متحف كفر الشيخ

## البحيرة
- متحف رشيد

## الفيوم
- متحف كوم أوشيم
- متحف الكاريكاتيربالفيوم

## الشرقية
- متحف هرية رزنة (متحف أحمد عرابي)
- متحف صان الحجر
- متحف تل بسطة

## المنوفية
- متحف دنشواي

## أخرى
- متحف جمال عبد الناصر
- متحف الدكتور طه حسين
- متحف الكرانيس
- متحف الفنون الجميلة
- متحف المحروسة
- متحف أم كلثوم